# Gephi

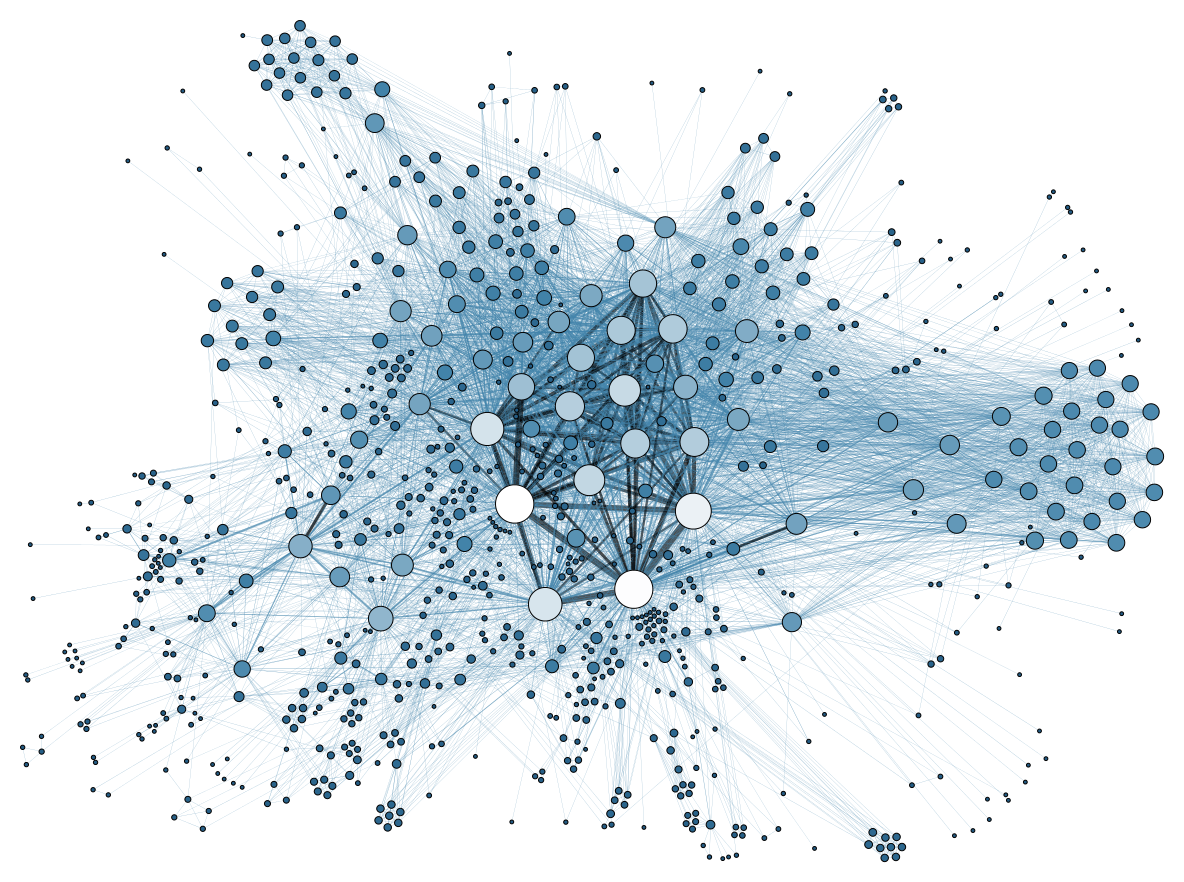
Példa Gephi hálózati vizualizációra

A Gephi nyílt forráskódú hálózatelemző és -ábrázoló szoftvercsomag, Javában írták a NetBeans platformon.

## Történet
Kezdetben a University of Technology of Compiègne (UTC) egyetem diákjai szerkesztették Franciaországban, a Gephit kiválasztották a Google Summer of Code díjára 2009-ben, 2010-ben, 2011-ben, 2012-ben és 2013-ban.
Az utolsó verziót (0.9.0) 2015 decemberében adták ki, a frissítéseket 2016 februárjában (0.9.1), majd  2017 szeptemberében (0.9.2). A korábbi verziók megjelenési ideje: 0.6.0 (2008), 0.7.0 (2010), 0.8.0 (2011), 0.8.1 (2012), 0.8.2 (2013).
A Gephi Consortium 2010-ben alakult francia nonprofit vállalat, amely támogatja a Gephi későbbi fejlesztéseinek kiadásait. A tagok közé tartozik a SciencesPo, Linkfluence, WebAtlas és a Quid. A Gephit támogatja egy nagy felhasználói közösség, egy vitacsoport egy fórum és számos hasznos blogbejegyzés, oktatóvideó.

## Alkalmazások
A Gephit számos tudományos kutatási projektben használják, a médiában, de másutt is, például a  a globális kapcsolatok ábrázolására a New York Times magazinban, a Twitter hálózati forgalomának vizsgálatára valamint hagyományos hálózati elemzési témakörökben. A Gephi széles körben használt a digitális humán tudományok területén belül (történelem, irodalom, politikai tudományok).
A Gephi ihlette a LinkedIn InMapst, és használták a Truthy ábrázolásához.